# Naim Frashëri (aktor)
Naim Frashëri (ur. 15 sierpnia 1923 w Leskoviku, zm. 18 lutego 1975 w Tiranie) – albański aktor.

## Życiorys
W dzieciństwie jego rodzina przeniosła się z Leskovika do Tirany, gdzie dorastał. W swoim otoczeniu wyróżniał się silnym głosem i talentem wokalnym. Wybuch II wojny światowej zastał go jako ucznia szkoły średniej w Tiranie. W 1942 r. wraz z grupą uczniów przygotowywał przedstawienie Wilhelma Tella, pod kierunkiem Aleksa Budy. Przedstawienie ostatecznie nie odbyło się, bo nie wyraziły na nie zgody władze faszystowskie. Sfrustrowany Frashëri opuścił szkołę i przyłączył się do jednego z oddziałów partyzanckich. Tam też, w górach Priskë utworzył Grupi teatral i Rinise (Teatralną Grupę Młodzieży). Pierwszym spektaklem wystawionym przez tę grupę była sztuka Partizanët (Partyzanci) Fatmira Gjaty, w której Frashëri odgrywał główną rolę. Tuż po wyzwoleniu Tirany, 28 listopada 1944 dramat ten wystawiono na scenie kinoteatru Kosovo (późniejszy budynek Teatru Ludowego). Od lutego 1945 r. Frashëri uczył się sztuki dramatycznej pod kierunkiem Sokrata Mio. Kiedy w maju tworzono zespół Teatru Ludowego, Frashëri był jednym z pierwszych aktorów, który znalazł się w tym zespole. Lata 1945-1947 były jednymi z najtrudniejszych w jego karierze. Skonfliktowany z zespołem był uznawany za człowieka mało zaangażowanego w swoją pracę, leniwego i pozbawionego talentu. Przełom nastąpił w 1947, kiedy talent Frashëriego ujawnił się w dramatach rosyjskich, ale także w repertuarze molierowskim. Największą sławę przyniosła mu rola Hamleta w inscenizacji radzieckiego reżysera Władimira Bortki, który w 1960 r. pracował z ekipą albańskiego Teatru Ludowego. 
Współpraca z Rosjanami w karierze Frashëriego zaczęła się wcześniej. W 1954 zadebiutował rolą Pala w filmie fabularnym Skanderbeg, reżyserowanym przez Siergieja Jutkiewicza. W pierwszym całkowicie albańskim filmie Tana wystąpił u boku Tinki Kurti w głównej roli męskiej (Stefana). W swoim życiu zagrał około 40 ról filmowych, z czego w 10 filmach były to role główne.
W ostatnim roku życia rozpoczął wykłady dla studentów Akademii Sztuk w Tiranie. Zmarł przedwcześnie po krótkiej chorobie. Ostatnia rola teatralna - Jonuza Brugi w dramacie Sulejmana Pitarki Familja e Peshkatarit była osiemdziesiątą w jego karierze artystycznej.
Za swoją pracę został uhonorowany tytułem Bohatera Pracy Socjalistycznej (alb. Hero i punës socialiste) oraz Artysty Ludu (alb. Artist i Popullit). W 1959 był laureatem Nagrody Państwowej II stopnia.

## Role filmowe
- 1953: Skenderbeu (Skanderbeg) jako Pal Muzaka
- 1957: Femijet e saj (Jej dzieci) jako nauczyciel
- 1958: Tana jako Stefan
- 1959: Furtuna (Burza) jako Qemal
- 1967: Ngadhjenim mbi vdekjen (Zwycięstwo nad śmiercią) jako Hans von Stolc
- 1969: Plage te vjetra (Stare rany) jako Dr Pellumb
- 1970: Gjurma (Ślady) jako Dr Artan